# Bredträsket (Piteå socken, Norrbotten)
Bredträsket är en sjö i Piteå kommun i Norrbotten och ingår i Byskeälvens huvudavrinningsområde. Sjön har en area på 0,939 kvadratkilometer och ligger 311 meter över havet. Bredträsket ligger i Byskeälven Natura 2000-område. Sjön avvattnas av vattendraget Bredträskbäcken.

## Delavrinningsområde
Bredträsket ingår i det delavrinningsområde (725979-170745) som SMHI kallar för Utloppet av Bredträsket. Medelhöjden är 315 meter över havet och ytan är 3,13 kvadratkilometer. Det finns inga avrinningsområden uppströms utan avrinningsområdet är högsta punkten. Bredträskbäcken som avvattnar avrinningsområdet har biflödesordning 4, vilket innebär att vattnet flödar genom totalt 4 vattendrag innan det når havet efter 94 kilometer. Avrinningsområdet består mestadels av skog (40 procent) och sankmarker (16 procent). Avrinningsområdet har 0,94 kvadratkilometer vattenytor vilket ger det en sjöprocent på 29,8 procent.